# De Argonautika van Orfeus
De Argonautika van Orfeus of de Orfische Argonautika (Oudgrieks: Ὀρφέως Ἀργοναυτικά; Latijn: Argonautica Orphica) is een laatantiek heldendicht van een anonieme auteur uit de 5e eeuw. 
Het dichtwerk, dat bestaat uit 1376 hexameters, verhaalt vanuit het perspectief van Orfeus over zijn tocht met de vijftig Argonauten op de Argo (hier voorgesteld als het eerste schip uit de geschiedenis). Hun doel was het Gulden Vlies te bemachtigen in Kolchis. Orfeus aanroept Apollo en richt zich tot zijn leerling Mousaios. In grote lijnen wordt de traditionele Argonautika gevolgd, zoals eerder behandeld door Apollonios van Rhodos en door Gaius Valerius Flaccus. De stof wordt bekend verondersteld en sommige episodes worden overgeslagen. Nieuw is daarentegen het orfische perspectief: Orfeus vertelt over zijn persoonlijke avonturen en geeft inzicht in zijn muzikale en magische gaven. Het gedicht eindigt met een beschrijving van de terugkeer naar Griekenland via de Dnjepr, de Oostzee en Ierland, langs het Rijk van de Langlevenden en de Kimmeriërs. Deze noordelijke route wijkt af van het klassieke verhaal.
Het werk is overgeleverd dankzij één enkel manuscript, het Hymnencorpus, waarin na de Orfische Argonautika ook waren opgenomen: de Orfische hymnen, de hymnen van Proklos, de Homerische hymnen en de hymnen van Kallimachos. Het is in 1464 gekopieerd in Milaan door Konstantinos Laskaris en nadien verspreid door de geleerden onder zijn hoede.

## Uitgaven en vertalingen
- De barre tocht van Orpheus. Argonauten in de late oudheid, vertaald door Piet Gerbrandy, ingeleid en toegelicht door Piet Gerbrandy en Guusje van der Meij, 2023. ISBN 9789463403474
- Les argonautiques orphiques, ed. Francis Vian, 2003. ISBN 9782251003894 (Grieks-Frans)

## Voetnoten
1. ↑  Francis Vian, "La tradition manuscrite des Argonautiques orphiques" in: Revue d'histoire des textes, 1980, p. 1. DOI:10.3406/rht.1980.1194